# Chris Mayor
Pour les articles homonymes, voir Mayor.
Pas d'image ? Cliquez ici

a Compétitions nationales et continentales officielles uniquement.

b Matchs officiels uniquement.
Dernière mise à jour le 26 juin 2023.
Chris Mayor est né le 19 mai 1982 à Wigan (Angleterre). C’est un joueur de rugby à XV, évoluant au poste de centre (1,88 m et 95 kg). 

## Carrière
Il joue régulièrement pour les Sale Sharks en coupe d'Europe et dans le Championnat d'Angleterre. 

## Palmarès
- Challenge européen : 2005
- Championnat d'Angleterre de rugby 2005-06 avec Sale

### Challenge européen
| Date de la finale | Vainqueur   | Finaliste       | Score | Lieu de la finale      | Spectateurs |
| 21 mai 2005       | Sale Sharks | Section paloise | 27-3  | Kassam Stadium, Oxford | 7.230       |

### Coupe d'Angleterre
| Date de la finale | Vainqueur         | Finaliste   | Score | Lieu de la finale            | Spectateurs |
| 17 avril 2004     | Newcastle Falcons | Sale Sharks | 37-33 | Stade de Twickenham, Londres | 48.519      |